# 瓜生正美
瓜生 正美（うりゅう まさみ、1924年11月30日 - 2021年6月27日）は、日本の劇作家・演出家。青年劇場顧問。
福岡県若松市（現・北九州市若松区）出身。旧制第五高等学校卒業、九州大学中退。

## 人物
- 1944年に学徒出陣で兵役に就いたが、戦後は復員となり、福岡を拠点に火野葦平らと劇団「かもめ座」を旗揚げ、演劇活動を始める。1951年に東京を拠点に「東京創作座」を経て1964年に俳優・演出家併せて8人が青年劇場を結成し、初代代表として1997年まで務める。同劇団の脚本・演出家を担当したが、代表を退き、顧問として務めていた。
- 2005年に本多劇場流山児★事務所公演「戦場のピクニック・コンダクタ」では、80歳で初舞台を踏み話題を集めた。
- 2021年6月27日10時55分、老衰のため東京都内の自宅で死去[2]。96歳没。

## 役職
- 青年劇場顧問
- 日本劇団協議会顧問（会長を務めたことがある）
- 日本演出者協会評議員（理事長を務めたことがある）